# Хропатий Борис Федорович
Борис Федорович Хропатий (4 липня 1944, Чернігів — 4 травня 2008) — секретар Рахункової палати України, державний службовець 1 рангу.

## Біографія
Народився 4 липня 1944 року у Чернігові. У 1973 році занінчив Київський інститут народного господарства.
У 1964–1967 роках служив у Радянській армії. Працював майстром на будівництвах Кременчука, Полтавської області, економістом на підприємствах Києва. У 1973–1987 роках — у Держплані УРСР. У 1987- 1991 помічник Голови Ради Міністрів УРСР. У 1992–1994 роках — головний консультант апарату Радника Президента України, потім — головний консультант Комісії ВР з питань бюджету. У 1995–1997 роках — начальник управління Міністерства статистики України.
З 18 грудня 1997 року  по 13 січня 2005 року — секретар Рахункової палати України. 
Жив в Києві по вулиці Командарма Каменєва, 4а, квартира 88. Помер 4 травня 2008 року. Похований в Києві на Байковому кладовищі (ділянка № 33).

Могила Бориса Хропатого